# Subregión de Juanambú
La subregión de Juanambú es una de las 13 subregiones del departamento colombiano de Nariño.
Comprende los municipios de Arboleda, Buesaco, La Unión, San Pedro de Cartago y San Lorenzo, que abarcan un total de 1 219 kilómetros cuadrados.

## Población
En 2015 población comprendía un total de 84 828 habitantes, que correspondían al 5,11 % del total del departamento de Nariño; de estos, 20 285 estaban ubicados en el sector urbano y 64 543 en el sector rural. En cuestión de género el 52 % eran hombres y el 48 % mujeres.

## Economía
Las principales actividades económicas están basadas en el sector agropecuario, destacándose el cultivo del café, plátano, maíz, yuca, fique, caña de azúcar y frutales; igualmente es importante la explotación de los ganados bovino y otras especies menores. También cabe resaltar la actividad artesanal.